# Hölverscheid
Hölverscheid ist der Name einer Hofschaft in der Stadt Leichlingen (Rheinland) im Rheinisch-Bergischen Kreis.

## Lage und Beschreibung
Der Ort liegt am östlichsten Ende von Leichlingen an der Grenze zu den Nachbarstädten Solingen und Burscheid. Ortschaften in der Nachbarschaft sind Kuhle, Höhscheid, Heide und der jenseits der Autobahn A1 liegende und zur Stadt Burscheid gehörende Orte Großbruch, Brucher Mühle und Steinrütsche.

## Geschichte
Die Karte Topographia Ducatus Montani aus dem Jahre 1715 zeigt den Hof unter dem Namen Hulvers. Im 18. Jahrhundert gehörte der Ort zum Kirchspiel Witzhelden im bergischen Amt Miselohe. Die Topographische Aufnahme der Rheinlande von 1824 und die Preußische Uraufnahme von 1844 verzeichnet den Hof als Hölverscheid. 
1815/16 lebten 84 Einwohner im Ort. 1832 gehörte Hölverscheid der Bürgermeisterei Burscheid an. Der laut der Statistik und Topographie des Regierungsbezirks Düsseldorf als Dorfschaft kategorisierte Ort besaß zu dieser Zeit 22 Wohnhäuser und 33 landwirtschaftliche Gebäude. Zu dieser Zeit lebten 107 Einwohner im Ort, allesamt evangelischen Glaubens.
Aufgrund der Gemeindeordnung für die Rheinprovinz erhielt 1845 das Kirchspiel Witzhelden den Status einer Gemeinde, schied aus der Bürgermeisterei Burscheid aus und bildete ab 1850 eine eigene Bürgermeisterei. Im Gemeindelexikon für die Provinz Rheinland werden 1885 18 Wohnhäuser mit 84 Einwohnern angegeben. 1895 besitzt der Ort 15 Wohnhäuser mit 73 Einwohnern, 1905 16 Wohnhäuser und 70 Einwohner.
Am 1. Januar 1975 wurde die Gemeinde Witzhelden mit Hölverscheid in Leichlingen eingemeindet.